# Razem Polsce
Razem Polsce – koalicyjne ugrupowanie polityczne startujące w wyborach samorządowych w 2002. W jego skład wchodziły: Ruch Katolicko-Narodowy pod przewodnictwem Antoniego Macierewicza, Ruch Odbudowy Polski Jana Olszewskiego i Zjednoczenie Chrześcijańsko-Narodowe Jerzego Kropiwnickiego. Lista „Razem Polsce” uzyskała w skali kraju 121 841 głosów, tj. 1,09% poparcia. Najwięcej wyborców koalicja ta znalazła w województwach: opolskim (2,45%) i śląskim (2,13%), natomiast w dwunastu województwach zanotowała bardzo słabe wyniki (0,33%–1,49%). W pozostałych dwóch województwach (kujawsko-pomorskim i podlaskim) lista ta nie została w ogóle skutecznie zgłoszona, co znacząco wpłynęło na niski wynik ugrupowania w skali kraju (z powodu niezarejestrowania list we wszystkich województwach koalicja „Razem Polsce” nie otrzymała ogólnopolskiego bezpłatnego czasu antenowego w kampanii telewizyjnej). 
RKN i ROP ponownie podjęły próbę współpracy, tworząc wraz z PdP w 2005 nowe (również federacyjne) ugrupowanie polityczne pod nazwą Ruch Patriotyczny.